# Liste der Kulturdenkmäler in Gladenbach
Die folgende Liste enthält Kulturdenkmäler auf dem Gebiet der Gemeinde Gladenbach im Landkreis Marburg-Biedenkopf, Hessen.
| Bild                                                  | Bezeichnung                                           | Lage                                         | Beschreibung | Bauzeit                    | Daten |
| ----------------------------------------------------- | ----------------------------------------------------- | -------------------------------------------- | --- | -------------------------- | ----- |
| weitere Bilder                                        | Evangelische Kirche                                   | Gladenbach, An der Martinskirche Lage        | dreischiffige, im Ursprung romanische Pfeilerbasilika mit Dachturm im Westen und kleinem Dachreiter im Osten, gotischer Ostchor mit Fünfachtelschluss von 1509  | spätestens 12. Jahrhundert |       |
| Ehemaliges Pfarrhaus                                  | Ehemaliges Pfarrhaus                                  | Gladenbach, An der Martinskirche 9 Lage      | | 1607                       |       |
| weitere Bilder                                        | Burgruine Blankenstein                                | Gladenbach Lage                              | |                            |       |
| ehem. Amtssitz, Gerichtsgebäude, Rentamt, Katasteramt | ehem. Amtssitz, Gerichtsgebäude, Rentamt, Katasteramt | Gladenbach, Marktstraße 9 Lage               | |                            |       |
| weitere Bilder                                        | Ehemaliges königliches Amtsgericht Gladenbach         | Gladenbach, Gießener Straße 29 Lage          | |                            |       |
| weitere Bilder                                        | Hotel Spies                                           | Gladenbach, Marktstraße 28 Lage              | | 1901–1902                  |       |
| Direkt Bild zu diesem Denkmal hochladen               | Weitere Geschäftshäuser                               | Gladenbach                                   | |                            |       |
| weitere Bilder                                        | Mönchshof                                             | Gladenbach, Marktstraße 18 Lage              | Fachwerkgehöft, seit 2012 durch Lebenshilfe e. V. genutzt |                            |       |
| weitere Bilder                                        | Bahnhof Gladenbach                                    | Gladenbach, Bahnhofstraße 77 Lage            | Ehemaliger Bahnhof an der Aar-Salzböde-Bahn |                            |       |
| Direkt Bild zu diesem Denkmal hochladen               | Weitere Fachwerkhäuser                                | Gladenbach                                   | |                            |       |
| weitere Bilder                                        | Evangelische Kapelle Diedenshausen                    | Diedenshausen, Bornweg Lage                  | | 1803–1806                  |       |
| weitere Bilder                                        | Chorturm der ehemaligen evangelischen Kapelle         | Erdhausen Lage                               | 13. Jahrhundert | 13. Jahrhundert            |       |
| weitere Bilder                                        | Evangelische Kapelle, Wolfskapelle                    | Friebertshausen Lage                         | 15. Jahrhundert | 15. Jahrhundert            |       |
| weitere Bilder                                        | Evangelische Kapelle                                  | Frohnhausen Lage                             | Älteste der sog. Kaffeemühlenkirchen | 1770                       |       |
| weitere Bilder                                        | Evangelische Kapelle                                  | Rachelshausen, Zur Hohen Straße Lage         | zweigeschossige Fachwerkkirche mit Spitzhelmdachreiter und reichem Zierschmuck im Obergeschoss im Stil des Barock                                               | 1626–1627                  |       |
| weitere Bilder                                        | Evangelische Kapelle                                  | Römershausen, Über der Kirche Lage           | Erbaut 17. Jahrhundert; 1855/1856 nach Westen erweitert | 17. Jahrhundert            |       |
| weitere Bilder                                        | Evangelische Kapelle                                  | Rüchenbach, Rüchenbacher Straße Lage         | 1570/1586 erbaute Fachwerkkirche | 1570/1586                  |       |
| weitere Bilder                                        | Evangelische Kirche                                   | Runzhausen Lage                              | Weitere „Kaffeemühlenkirche“ | 1781                       |       |
| weitere Bilder                                        | Evangelische Kapelle                                  | Sinkershausen, Burggasse Lage                | 13. Jahrhundert | 13. Jahrhundert            |       |
| weitere Bilder                                        | Ehemalige evangelische Kirche                         | Weidenhausen, Weidenhäuser Straße Lage       | Hochmittelalterliche Chorturmkirche | 13. Jahrhundert            |       |
| Bild gesucht BW                                       | Gemälde in der evangelischen Kirche von 1962          | Weidenhausen, Kirchstraße Lage               | | 1962                       |       |
| Alte Schule                                           | Alte Schule                                           | Weidenhausen, Lerchenweg 2 Lage              | Ehemalige Volksschule, heute Otfried-Preußler-Schule (Schule für Lern-, Erziehungshilfe und Sprachheilschule, Sonderpädagogisches Beratungs- und Förderzentrum) | 1904                       |       |
| Bahnhof Weidenhausen (Kr Biedenkopf)                  | Bahnhof Weidenhausen (Kr Biedenkopf)                  | Weidenhausen, Am Weidenhäuser Bahnhof 3 Lage | Ehemaliger Bahnhof an der Aar-Salzböde-Bahn |                            |       |
| weitere Bilder                                        | Evangelische Kirche                                   | Weitershausen, Dilschhäuser Straße Lage      | 13. Jahrhundert | 13. Jahrhundert            |       |

Diese Liste enthält Denkmäler aus der vorhandenen einschlägigen Literatur. Diese wird im Abschnitt Einzelnachweise referenziert. Die Denkmaleigenschaft – und damit der gesetzliche Schutz – wird in §2 des Hessischen Denkmalschutzgesetzes (HDSchG) definiert und hängt nicht von der Eintragung in eine Denkmalliste ab. Auch Objekte, die nicht in der Denkmalliste verzeichnet sind, können Denkmäler sein. Eine verbindliche Auskunft erteilt das Hessische Landesamt für Denkmalpflege.